# 聖額我略·納齊安

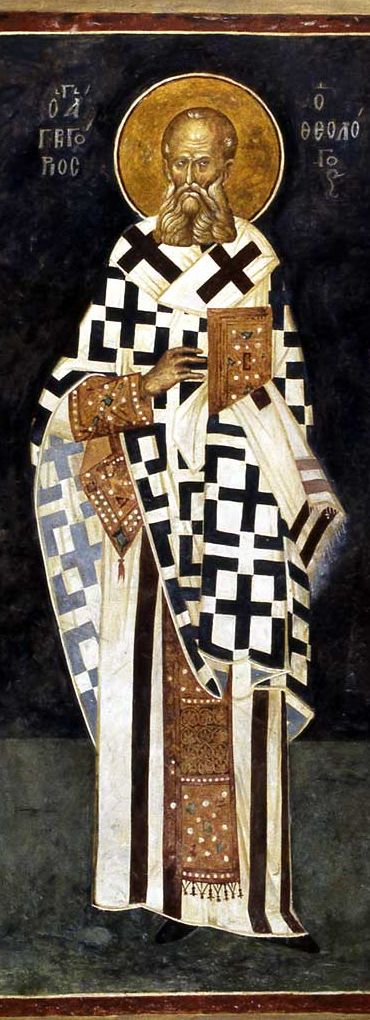
聖額我略·納齊安的畫像（土耳其，伊斯坦堡）

圣额我略·纳齐安（希臘語：Γρηγόριος ὁ Ναζιανζηνός，330年，小亚西亚阿里安祖特斯-389年1月25日，阿里安祖特斯），或译格列高利·纳齐安、拿先素斯的貴格利，中国大陆天主教会譯为额我略·纳齐盎，台湾天主教会新译为国瑞·纳祥，是4世纪教会教父、加帕多家教父的第二號人物。在天主教内与圣巴西流的纪念日同为1月2日，并且两人都为捍卫三位一体教义作出了卓越贡献。

## 早年
額我略出生在納祥城附近的亞里安。他的家境優越，屬於社會的上層階級。母親是虔誠的基督徒，父親老額我略是卡帕多奇亞的納祥城主教。他開始學習於凱撒勒亞和亞歷山大，終赴雅典學院求學，一直接受古典学术和宗教学教育。大約352年，額我略與圣巴西略在雅典成為同學。359年他返回故鄉卡帕多奇亞，領洗後，受了圣巴西略的感化，隱修於愛立斯河畔。神修以外他又讀書，尤其喜愛研究奥利金的著作。他和圣巴西略合編的《奥利金著作摘编》，就是他們崇拜老師的象徵。額我略的父親希望他領受鐸職，他於361年返回了納祥城，不久後，便從主教父親手中領受了司鐸一職。直到374年，他父親去世，額我略繼任納祥城的主教。額我略上任不到一年，就對主教職務所帶來的各種辛苦感到非常不適，於是選擇了躲避到依掃利亞的塞琉西亞，尋找內心的寧靜。

## 事迹
在379年巴西略死后，额我略拥护尼西亚议会小亚西亚派成为代表人物，并宣讲教义。他一方面以精通《圣经》为出名，另一方面致力与捍卫教义。380年君士坦丁堡主教狄莫非卢斯被废，另外在新皇帝狄奥多西一世赏识下381年君士坦丁堡议会准备任额我略为君士坦丁堡主教。就是在这次公会议上批准了额我略所提出的三位一体论，记入《尼西亚信经》中，使三位一体思想大勝亞流派的《基督半神說》。自此基督論得以確立後，額我略就辭去宗主教一職並隱居於加帕多家了。

## 聖額我略·納齊安的三位一體論
额我略似乎以捍衛者的角色來固守三位一體的教義。他強烈反對任何否認或扭曲聖父、聖子與聖神在本質上為一，但有三個位格的異端，包括所有的次位論、三神論與撒伯流主義。 這也是他三位一體論一貫的基本立場，他的主要論述有：
1. 認為救恩本身必須依靠一個神聖的本質或實體，以及這個本質有三個獨立，且分量同等的分享者，才能成立。
2. 使用ousia（質）與hypostasis（存有或位格）的觀念來解釋天主三而一的觀念。雖然三個位格，在本體上都相同（homoousios），但祂們並非完全一模一樣，他習慣使用社會類比（亞當、夏娃與賽特）來解釋這點。
3. 把存有或位格（hypostasis）解釋為一種關係。他認為在三位一體裡面沒有「三個存有」，而是有「三個關係」。额我略使關係具有本體的身分。在一神的裡面存有，聖父、聖子和聖神都有各自的獨特身分。聖父的獨特身分在於祂是聖子的出生者，也是聖神由出的源頭。聖子的獨特身分在於祂永恆從聖父受生，成為聖父的公開形象與代表。聖神的獨特身分則在於，祂永恆自聖父由出，成為聖父的智慧與能力。由此論述來看，那麼天主的三個位格，不可以視為個別的自我，作為獨立意識與意志的中心，而是在一個存有的實質團體裡，有著互相依存的真實關係。
4. 認為必須承認聖神本身是聖潔的，因為祂有「神聖尊貴的本性」，與父子不可分。他主張聖神所受的榮耀、尊貴和敬拜必須和父子相同，並且祂必須與父子「同等」而非次等。其所持的理由來自：（1）《聖經》見證聖神的偉大、尊貴以及祂作為能力與廣大；（2）聖神與父、子同工；（3）聖神與父、子的關係親密。 额我略認為只有聖神是神，才能合乎基督教的信仰。但聖神既不是受生的又不是非受生的，祂只是由聖父所出。這樣一來，三位之分別就在同一本性裡得以保存。

## 著作
額我略的著作可分三類：演講、詩歌、書信。額我略是早期最重要的基督教文藝學家之一，一位非常有成就的演說家，甚至可能是他那個時代最偉大的演說家之一。  額我略是一位多產的詩人，他的詩歌目標，有時是傳教的，有時是辯護的。人們把他的詩歌分作六類：道理詩歌、倫理詩歌、關於自己生活的詩歌、關於其他人們的詩歌、墓誌銘和碑文。額我略的書信共有244封，寫於他的晚年約在383年至389年之間。這些信寫得非常考究美麗，可是極簡短的。其中真正有關神學的，都是為了駁斥異端亞波里拿留派的。

## 影響
額我略的作品在整個羅馬帝國流傳，他的作品影響了神學思想。他的演說在431年被第一次以弗所公會議引用為權威。到了451年，他被迦克墩公會議定為神學家（Theologian）— 除了使徒約翰和新神學家西緬（Symeon the New Theologian, 949- 1022）之外，沒有其他人擁有這個頭銜。額我略被東正教神學家廣泛引用，並被高度評價為基督教信仰的捍衛者。他對三位一體神學的貢獻也很有影響力，並經常被西方教會引用。 保羅·田立克讚揚額我略「為三位一體的教義創造了明確的公式」。